# Władysław Szczepaniak
Władysław Szczepaniak (Varsavia, 19 maggio 1910 – 6 maggio 1975) è stato un calciatore polacco, di ruolo difensore.

## Carriera

### Nazionale
Prese parte con la Nazionale polacca ai Giochi Olimpici del 1936 ed ai Mondiali del 1938.

## Palmarès

### Club

#### Competizioni nazionali
- Campionato polacco: 1

Polonia Varsavia: 1945-1946